# Codex Seidelianus II

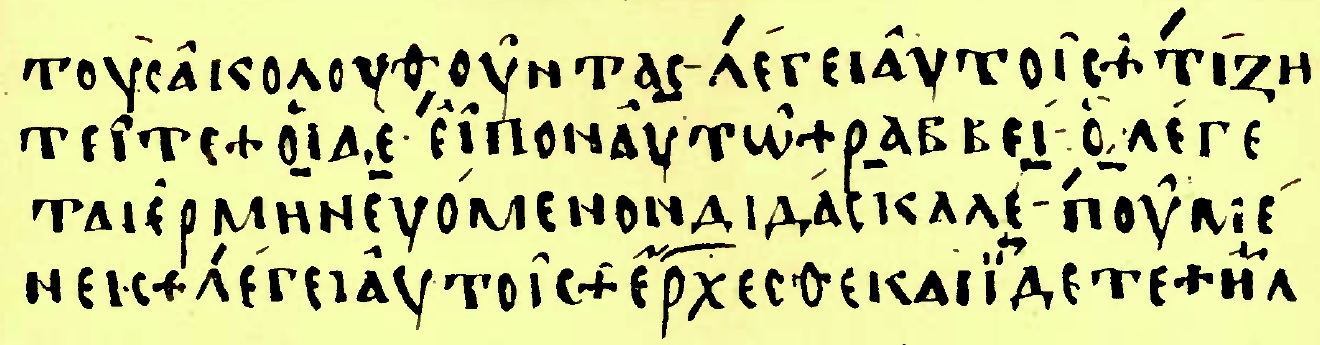
Juan 1,38-40

El Codex Seidelianus II (Hamburg, Universidad de Hamburgo (Cod. 91); Gregory-Aland no. He o 013) es un manuscrito uncial del siglo IX. El códice contiene los cuatro Evangelios.
El códice consiste de un total de 124 folios de 22 x 18 cm. 
El texto está escrito en una sola columna por página, con entre 23 y plus líneas por columna.
El texto griego de este códice es una representación del tipo textual bizantino. Kurt Aland lo ubicó en la Categoría V.